# فتح‌الله ستوده
فتح‌الله ستوده (۱۲۹۵-) وزیر پست و تلگراف و تلفن در کابینه‌های منصور و هویدا بود. (۱۳۴۳–۱۳۵۳)
ستوده سال ۱۲۹۵ در تهران به دنیا آمد و در رشته مهندس برق از دانشکده فنی دانشگاه تهران فارغ‌التحصیل شد، سپس به آمریکا رفته و تا مقطع دکترا در رشته مهندسی صنایع در دانشگاه نیویورک تحصیل می‌کند.
او عضو کانون ترقی و عضو کمیته اجرایی حزب ایران نوین بود و در لژ فراماسونی عضویت داشت.
وی برای کار به وزارت صنایع و معادن و سازمان برنامه رفت. و سپس در سال ۱۳۴۸ او به امیرعباس هویدا، حسنعلی منصور و دیگران در تأسیس کانون ترقی و بعد به حزب ایران نوین پیوست و همچینی در همان دوران به لژ فراماسونری ژاندارک می‌پیوندد.
فتح‌الله ستوده در سال ۱۳۴۳ به ریاست هیئت مدیره و مدیرعاملی شیلات شمال منصوب شد و در همان سال در کابینهٔ حسنعلی منصور، وزیر پست و تلگراف و تلفن رسید و بعد از آن در کابینهٔ هویدا این سمت را تا سال ۱۳۵۳ نگه داشت.